# Riddim Driven: White Liva
Riddim Driven: White Liva – dwudziesta ósma składanka z serii Riddim Driven.  Została wydana 18 czerwca 2002 na CD i LP. Album zawiera piosenki nagrane na riddimie White Liva stworzonym przez Richarda Martina.

## Lista
1. Gwaan Gal – Spragga Benz, Notch
2. Ride All Night – Lady Saw
3. When Nature Call – Elephant Man
4. Call Dem Gal Deh – Mr. Easy
5. Hey Gal – Red Rat
6. One Nite Stand – Tony Curtis
7. I Love You – Mr. Lex
8. You Don't Have To Call – Wayne Anthony
9. Hot Gal – Mad Cobra
10. Mash Dem Up – Mr. Vegas
11. Get Me High – Sean Paul
12. Please Har – Honorable
13. Educated – Christopher
14. Call Me Dog – Bling Dawg
15. White Liva (Da Song) Version